# تاونزند ۷۷۸۱
سیارک ۷۷۸۱ (به انگلیسی: 7781 Townsend، نامگذاری:1993QT) هفت هزار و هفتصد و هشتاد و یکمین سیارک کشف شده‌است که در ۱۹ اوت ۱۹۹۳ کشف شد.
قدر مطلق سیارک برابر ۱۳٫۸۰ است.